# Elección presidencial de Chile de 1827
La elección presidencial de Chile de 1827 para el periodo 1827-1832 se realizó el 13 de febrero de 1827.
Ante el rotundo fracaso del sistema federal implementado en 1826 por las ideas de José Miguel Infante, el presidente Manuel Blanco Encalada, reconocido como primer presidente de la República de Chile, decide abdicar en nombre de su vicepresidente. Sin embargo, dos meses más tarde, el coronel Enrique Campino, aburrido del sistema que hasta los parlamentarios consideraban inviable, decide dar un golpe de Estado contra Agustín de Eyzaguirre, y llama al general Ramón Freire a ocupar nuevamente el gobierno; el general estaba recién retornando de sus exitosas campañas en el sur.
Ramón Freire asumió como presidente de la República y convocó a elecciones con las leyes vigentes, para legitimar su gobierno, ante las duras acusaciones de Infante y un grupo de seguidores federalistas. 
Las elecciones dieron el triunfo a Freire, con 37 votos. El resto fueron abstenciones.
En el caso del vicepresidente, salió electo Francisco Antonio Pinto, que acompañaba a Freire en la fórmula, con 27 votos, el resto, de igual forma, fueron abstenciones.
Así legitimó su mandato presidencial, y ordenó a una Comisión Constitucional, redactar un nuevo sistema (liberal) que estuviera a la altura de las circunstancias y aterrizado a la realidad nacional. Posterior a eso, renunció en Francisco Antonio Pinto, quien gobernó hasta dictar la nueva Constitución de corte liberal, en 1829, redactada por José Joaquín de Mora y Melchor de Santiago Concha y Cerda.
Casi inmediatamente, Pinto convocó a elecciones presidenciales con las nuevas leyes.